# Remigio Ragonesi
Remigio Ragonesi (* 19. Januar 1921 in Bagnaia, Viterbo; † 22. März 2000 in Rom) war ein italienischer römisch-katholischer Geistlicher und Bischof. 
Ragonesi empfing am 26. Mai 1945 die Priesterweihe. Papst Paul VI. ernannte ihn am 29. Juni 1971 zum Titularbischof von Misenum und Weihbischof in Rom. Kardinalvikar Angelo Dell’Acqua spendete ihm am 4. September 1971 die Bischofsweihe. Mitkonsekratoren waren Ettore Cunial und Ugo Poletti, beide Vizegerenten in Rom. Am 27. Mai 1977 wurde er zum Titularbischof von Ferentium ernannt. Papst Johannes Paul II. ernannte ihn am 6. Juli 1991 zum Vizegerenten von Rom und Titularerzbischof pro hac vice von Ferentium. Am 19. Juli 1996 nahm der Papst seinen Rücktritt als Vizegerent an.